# Map of the Soul: 7
Map of the Soul: 7 è il settimo album in studio del gruppo musicale sudcoreano BTS, pubblicato il 21 febbraio 2020.
Seguito dell'extended play Map of the Soul: Persona, di cui contiene cinque canzoni, è un disco prevalentemente pop sui temi della crescita e dell'auto-accettazione, e ha ricevuto il plauso della critica per i testi riflessivi e la fusione di diversi generi musicali. Commercialmente, ha raggiunto la prima posizione in 20 Paesi ed è stato l'album più venduto al mondo nel corso del 2020. In Corea del Sud ha totalizzato 4,1 milioni di copie in nove giorni, diventando il disco più venduto di sempre nel Paese. Sostenuto dai singoli Black Swan e On, è stato premiato con diversi riconoscimenti, tra cui cinque statuette come album dell'anno.

## Antefatti e pubblicazione
Pubblicato l'extended play Map of the Soul: Persona nell'aprile 2019, i BTS hanno preso un periodo estivo di riposo durante il Love Yourself World Tour che ha influito sulla pianificazione di 7. Prima dell'annuncio ufficiale della sua uscita, giornalisti e fan avevano speculato che Map of the Soul sarebbe stata una trilogia, con ciascun capitolo intitolato secondo le teorie dello psicoanalista Carl Jung – Persona, Shadow e Ego. In effetti inizialmente i BTS avevano progettato di pubblicare due dischi separati dopo Persona, prima di decidere di unirli in un unico album una volta rientrati dalla loro pausa.
L'uscita di 7 viene annunciata l'8 gennaio 2020 tramite i profili social del gruppo. Due giorni dopo viene caricato su YouTube un trailer contenente la traccia Interlude: Shadow eseguita solo da Suga. Il 17 gennaio esce il primo singolo estratto, Black Swan, mentre il 3 febbraio viene pubblicato online il secondo trailer del disco, Outro: Ego di J-Hope. Dal 10 al 13 febbraio escono quattro set di foto promozionali, ciascuno corrispondente ad una versione dell'album fisico. Il 17 febbraio il gruppo rende pubblica la tracklist, composta da 19 tracce, di cui le prime cinque provenienti da Map of the Soul: Persona. Una versione alternativa del singolo apripista On in collaborazione con la cantante Sia è inserita come ventesima traccia del disco digitale e come lato B dell'edizione in vinile del singolo.

## Descrizione

### Composizione
«Questo album mostra quanto fossimo goffi, quanto fossimo patetici. Mostra anche come siamo arrivati a questo livello di competenza... [...] Il contenuto di questo album è il nostro inizio, la fine e il presente. "Ego". Questo è l'"Ego". Il nostro "Ego".»

— RM, parlando del significato di Map of the Soul: 7
7 è la continuazione della serie Map of the Soul iniziata nel 2019 con Map of the Soul: Persona. Oltre a riprendere il concetto psicologico di "persona", la maschera sociale indossata in pubblico, introduce quelli di "ombra" e "sé". L'album è autoreferenziale e rielabora tematiche e idee provenienti dalle prime canzoni incise dal gruppo per presentarne la crescita. Secondo il Los Angeles Times, "parla con candore del costo della ribalta e di cosa un'esperienza come la loro tolga e doni all'amicizia dei BTS", e per NME è "una meditazione più profonda sul percorso dei BTS verso l'auto-accettazione". In un'intervista con la Recording Academy, RM ha definito il disco "una sorta di grande dichiarazione o manifesto con cui abbiamo finalmente ammesso le nostre ombre e sé come parte del nostro destino", mentre al Zach Sang Show Suga ha spiegato che "un messaggio che pervade l'album nel suo complesso è che si debbano affrontare le proprie ombre interiori ma trattenersi dall'immergersi nelle loro profondità".
Sonoramente, l'album esplora diversi generi e sound musicali. Il primo inedito, Interlude: Shadow, fonde rap e rock e campiona Intro: O!RUL8,2?, la prima traccia dell'EP O!RUL8,2? del 2013; in esso Suga racconta di come la fama e il pubblico influenzino l'idea che ha di se stesso. Mentre Black Swan è un dialogo sul perdere interesse per ciò che si ama, nel pezzo pop latino Filter Jimin si presenta come una figura versatile adatta ad ogni ruolo e nella canzone R&B My Time Jung Kook esprime rammarico per le esperienze giovanili mancate a causa della carriera. Il pezzo contiene lo stesso suono di chitarra di Tomorrow da Skool Luv Affair (2014). Louder than Bombs, scritta in collaborazione con Troye Sivan, appartiene al genere elettropop e fa uso di voci in falsetto. Ha come argomento le conseguenze personali provocate dalle storie dolorose che si sentono dagli altri e, secondo il Time, "è intesa a rassicurare gli ascoltatori in difficoltà". Nell'apripista hip hop On, il gruppo incoraggia a combattere contro l'oscurità e a sviluppare una capacità di recupero, un messaggio trasmesso anche dalla ballata 00:00 (Zero O'Clock), che parla della ricerca di un momento di sollievo dalla stanchezza spirituale. V e Jimin discutono della loro amicizia in Friends, mentre in Inner Child V rassicura il se stesso del passato. In Moon, Jin esprime il proprio affetto per i fan, paragonando il pubblico alla Terra e se stesso alla Luna che le orbita attorno. Ugh! contesta la rabbia che sembra dominare il mondo e Respect esamina il significato della parola "rispetto". We are Bulletproof: the Eternal è una ballata synth pop che rimanda a We Are Bulletproof Pt. 2 dal singolo di debutto 2 Cool 4 Skool ed espone il "sé" dei BTS, parlando delle difficoltà che hanno affrontato durante la loro carriera e ringraziando i fan. Il brano conclusivo, Outro: Ego, vede J-Hope riflettere sul passato e sulla decisione di seguire i propri sogni e ha un sound afrobeat, oltre a campionare Intro: 2 Cool 4 Skool.

### Copertina
Il design dell'album è stato ideato dallo studio di grafica Sparks Edition. Il numero in copertina è composto da tanti "7" sovrapposti quanti i membri dei BTS, dei quali rappresenta un accumulo di ombre, personaggi e storie; è declinato in variazioni di colore diverse, una per ciascuna delle quattro versioni del disco. Nelle foto della prima versione, che simboleggia un desiderio di purezza e perfezione, oltre che vulnerabilità e innocenza, i BTS sono vestiti di bianco a rappresentare dei cigni. La seconda versione, sviluppata attorno alla parola chiave "sete inestinguibile", ha toni più oscuri e li raffigura come dei cigni neri, alludendo al loro singolo Black Swan, mentre la forma sinuosa dei "7" ritrae le ombre del gruppo. Nella terza versione sono riuniti attorno ad un ricco banchetto rimandando ad un "senso di vocazione e volontà", enfatizzato dalle linee dritte dei "7" che danno un'impressione di forza. Gli scatti per la quarta versione ricordano quelli di un annuario scolastico e raffigurano il vero volto dei BTS. Unite, le quattro versioni rappresentano l'identità complessiva del gruppo maturata nei primi sette anni di carriera.

## Promozione
Un mese prima della pubblicazione di Map of the Soul: 7, i BTS e la Big Hit Entertainment hanno lanciato Connect, BTS, un progetto globale a cui hanno partecipato ventidue artisti contemporanei e cinque gallerie d'arte a Londra, Berlino, Buenos Aires, Seul e New York, ospitando diversi eventi fino alla fine di marzo allo scopo di "ridefinire il rapporto tra arte e musica, materiale e immateriale, artisti e pubblico, artisti e artisti, teoria e pratica". Connect, BTS è cominciato alle Serpentine Galleries londinesi il 14 gennaio con Catharsis, riproduzione digitale di una foresta realizzata da Jakob Kudsk Steensen. Al ponte di Brooklyn di New York è stata esposta una scultura di tubi in alluminio di Antony Gormley, mentre in Argentina Tomás Saraceno ha lanciato Aerocene Pacha, facendo volare con successo sopra alle Salinas Grandes una persona a bordo di una mongolfiera alimentata a energia solare, che ha stabilito alcuni record del mondo relativi al volo senza utilizzo di propano. Alla Dongdaemun Design Plaza seulita sono state installate delle rielaborazioni dei movimenti di danza dei BTS ad opera di Ann Veronica Janssens e Yiyun Kang; al Martin-Gropius-Bau di Berlino si è infine tenuta l'esibizione Rituals of Care, frutto del lavoro congiunto di diciassette artisti.
Dopo l'uscita dell'album, i BTS hanno eseguito dal vivo On alla stazione Grand Central di New York per la puntata del 24 febbraio del The Tonight Show. Dal 27 febbraio all'8 marzo hanno portato la canzone e Black Swan ai programmi televisivi sudcoreani M Countdown, Music Bank e a Inkigayo.

## Accoglienza
| Recensione           | Giudizio |
| -------------------- | -------- |
| AllMusic             |          |
| Clash                | 8/10     |
| Consequence          | B+       |
| Evening Standard     |          |
| Exclaim!             | 8/10     |
| The Independent      |          |
| IZM                  |          |
| The Line of Best Fit | 10/10    |
| NME                  |          |
| Pitchfork            | 6,3/10   |
| Rolling Stone        |          |

Su Metacritic, che assegna un voto normalizzato aggregando diverse recensioni, Map of the Soul: 7 ha un punteggio medio di 82/100 basato su dodici pareri critici, indicante "plauso universale".
L'album è stato accolto positivamente dalla critica. Roisin O'Connor del The Independent l'ha definito un "meraviglioso arazzo" i cui "temi ricorrenti parlano di una dualità in cui [i BTS] intrecciano una miriade di emozioni", lodando la fusione di diversi generi musicali, mentre Rob Sheffield di Rolling Stone l'ha ritenuto "l'album finora più formidabile, che sfoggia la loro padronanza di diversi stili pop", scegliendo Interlude: Shadow come traccia migliore per essere "sia intimamente personale che esuberantemente universale". Per August Brown del Los Angeles Times, tematicamente "è un album sull'essere in una band, sui rapporti che si formano e vengono messi alla prova nel crogiolo della folle fama", e i brani inediti sono "la musica più oscura, più strana e tuttavia più pertinente e ambiziosa che i BTS abbiano mai realizzato", con rimandi all'hip hop dei primi anni di carriera e Black Swan come "dichiarazione d'intenti". Scrivendo per il mensile Exclaim!, Corey van den Hoogenband l'ha riassunto come un disco "scritto quasi letteralmente per – e a – i membri e i fan", in cui "il gruppo ha consapevolmente deciso di sperimentare e dare più di se stessi piuttosto che risciacquare e ripetere ciò che ha funzionato prima [...] concentrandosi esattamente su ciò che rende speciali i BTS: i suoi membri"; Chris DeVille di Stereogum l'ha equivalso al White Album dei Beatles per essere "una collezione tenuta insieme meno da un sound coeso e più da una familiare convergenza di personalità". Sophia Simon-Bashall di Line of Best Fit ha parlato di 7 come di "una lettera d'amore al dolore, alle ombre che vivono dentro di noi. [...] È un promemoria che dove c'è l'oscurità, c'è la luce, ed è sempre possibile trovarla". Per Derrick Rossignol di Uproxx, "è un album riflessivo liricamente, e avventuroso strumentalmente, mentre il gruppo riunisce influenze disparate sotto il suo luccicante ombrello pop". Lee Gyu-tak del comitato di selezione dei Korean Music Award l'ha definito "un lavoro impressionante, con nuovi tentativi ed esperimenti musicali, che è riuscito a spingere ed espandere i confini della musica pop coreana".
Jochan Embley dell'Evening Standard ne ha fatto una recensione più contrastante, apprezzando gli assoli, le prestazioni vocali e l'ampia gamma di generi, pur ritenendolo un disco "buono, ma cauto", mentre Sheldon Pearce di Pitchfork ha giudicato che "avrebbe potuto beneficiare di un po' più di personalità".
Diverse testate hanno inserito Map of the Soul: 7 tra gli album migliori usciti durante la prima metà del 2020, tra cui Rolling Stone, Consequence, Uproxx e Billboard. Consequence l'ha poi scelto come dodicesimo disco migliore dell'anno, ed è apparso nelle liste analoghe di Rolling Stone (16º), NME (44º) e The Atlantic. Billboard l'ha incluso tra i trenta album migliori pubblicati dalle boy band nel trentennio 1990-2020 in posizione 26, mentre alla 51ª della lista dei 75 album più belli pubblicati tra il 2007 e il 2022 stilata da Consequence.
È figurato alla posizione 25 nella classifica dei 50 concept album migliori di sempre realizzata nel 2022 da Rolling Stone. La testata ha ritenuto che nel disco abbiano "spaccato le loro facciate sceniche, esponendo le loro paure alimentate dalla fama con introspezione penetrante". Nel 2025 sempre Rolling Stone ha inserito Map of the Soul: 7 al 132º posto nella lista degli album migliori del XXI secolo usciti fino a quel momento, scrivendo che con esso "i re del K-pop hanno portato il sound di Seul nel resto del mondo, senza compromettere nessun dettaglio del loro sound o stile personali".

## Tracce
1. RM – Intro: Persona – 2:54 (Hiss noise, RM, Pdogg)
2. Boy with Luv (feat. Halsey) (작은 것들을 위한 시?, Jag-eun geotdeur-eul wihan siLR) – 3:49 (Pdogg, RM, Melanie Joy Fontana, Michel "Lindgren" Schulz, "hitman" Bang, Suga, Emily Weisband, J-Hope, Halsey)
3. Make It Right – 3:42 (Fred Gibson, Ed Sheeran, Benjy Gibson, Jo Hill, RM, Suga, J-Hope)
4. Jin, J-Hope e Jung Kook – Jamais Vu – 3:46 (Marcus McCoan, Owen Roberts, Matty Thomson, Max Lynedoch Graham, Camilla Anne Stewart, RM, J-Hope, "hitman" Bang)
5. Dionysus – 4:08 (Pdogg, J-Hope, Supreme Boi, RM, Suga, Roman Campolo)
6. Suga – Interlude: Shadow – 4:20 (Suga, Ghstloop, El Capitxn, Pdogg, RM)
7. Black Swan – 3:18 (Pdogg, RM, August Rigo, Vince Nantes, Clyde Kelly)
8. Jimin – Filter – 3:00 (Tom Wiklund, Hilda Stenmalm, "Hitman" Bang, Lee Su-ran, Lutra, Danke, Bobby Chung, Ahn Bok-jin, Fallin' Dild, Neon Boy)
9. Jung Kook – My Time (시차?, SichaLR; lett. "fuso orario") – 3:54 (Sleep Deez, RM, Jayrah Gibson, Pdogg, Printz Board, Richelle Alleyne, Jung Kook)
10. Louder than Bombs – 3:37 (Troye Sivan, Bram Inscore, Allie X, Leland, RM, Suga, J-Hope)
11. On – 4:06 (Pdogg, RM, August Rigo, Melanie Joy Fontana, Michel "Lindgren" Schulz, Suga, J-Hope, Antonina Armato, Krysta Youngs, Julia Ross)
12. RM, Suga e J-Hope – Ugh! (욱?, UkLR) – 3:45 (Supreme Boi, Suga, RM, Hiss noise, J-Hope, Icecream drum)
13. Jin, Jimin, V e Jung Kook – 00:00 (Zero O'Clock) – 4:40 (Pdogg, RM, Jessie Lauryn Foutz, Antonina Armato)
14. V – Inner Child – 3:53 (RM, Matt Thomson, Max Lynedoch Graham, Ryan Lawrie, Ellis Miah, Adien Lewis, Pdogg, V, James F. Reynolds)
15. Jimin e V – Friends (친구?, Chin-guLR) – 3:19 (Pdogg, Supreme Boi, Jimin, Adora, Martin Sjølie, Stella Jang)
16. Jin – Moon – 3:29 (Slow Rabbit, RM, Jin, Adora, Jordan "DJ Swivel" Young, Candace Nicole Sosa, Daniel Caesar, Ludwig Lindell)
17. RM e Suga – Respect – 3:58 (Hiss noise, RM, Suga, El Capitxn)
18. We are Bulletproof: the Eternal – 4:22 (Audien, RM, Etta Zelmani, Cazzi Opeia (Sunshine), Ellen Berg (Sunshine), Will Tanner, Gusten Dahlqvist, Jordan "DJ Swivel" Young, Candace Nicole Sosa, Suga, J-Hope, Elohim, Antonina Armato, Alexander Magnus Karlsson, Alexei Viktorovitch)
19. J-Hope – Outro: Ego – 3:16 (J-Hope, Hiss noise, Supreme Boi)

Traccia bonus digitale
1. On (feat. Sia) – 4:06 (Pdogg, RM, August Rigo, Melanie Joy Fontana, Michel "Lindgren" Schulz, Suga, J-Hope, Antonina Armato, Krysta Youngs, Julia Ross)

## Formazione
Crediti tratti dalle note di copertina dell'album.
Gruppo
- Jin – voce, gang vocal (tracce 8, 14-16, 18-19), scrittura (traccia 16)
- Suga – rap, scrittura (tracce 2-3, 5-6, 10-12, 17-18, 20), tastiera (traccia 6), gang vocal (traccia 18)
- J-Hope – rap, scrittura (tracce 2-5, 10-12, 18-20), ritornelli (tracce 5, 7, 19), gang vocal (tracce 5, 8, 14-15, 18-19), arrangiamento voce e rap (traccia 19), registrazione (traccia 19)
- RM – rap, scrittura (tracce 1-7, 9-14, 16-18, 20), arrangiamento rap (tracce 1-3, 5, 10-11, 17), registrazione (tracce 1-3, 5, 10-11, 17), ritornello (traccia 5), gang vocal (tracce 5, 18), arrangiamento voci (traccia 17)
- Jimin – voce, ritornello (traccia 8), gang vocal (tracce 8, 14-16, 18-19), scrittura (traccia 15)
- V – voce, gang vocal (tracce 8, 14-16, 18-19)
- Jung Kook – voce, ritornelli (tracce 2-5, 7, 9-11, 13, 15, 18), gang vocal (tracce 8, 14-16, 18-19), scrittura (traccia 9)

Produzione
- Paul Addleman – assistenza alla direzione (traccia 11)
- Adora – editing digitale (traccia 2), ritornelli (tracce 4, 8, 10, 13-16, 19), registrazione (tracce 4, 8, 10, 13-16, 19), scrittura (tracce 15-16)
- Ahn Bok-jin – scrittura (traccia 8)
- Richelle Alleyne – scrittura (traccia 9)
- Arcades – produzione (traccia 4)
- Antonina Armato – scrittura (tracce 11, 13, 18, 20)
- Bianca Arriaga – tamburo (traccia 11)
- Del Atkins – basso (traccia 11)
- Emma Atkins – tamburo (traccia 11)
- Bad Milk – produzione (traccia 4)
- Chris Badroos – corno (traccia 11)
- "Hitman" Bang – scrittura (tracce 2, 8)
- Duane Benjamin – direzione d'orchestra (traccia 11, 15, 19)
- Ellen Berg – scrittura (traccia 18)
- Dedrick Bonner – direzione del coro (tracce 11, 15, 17, 19), coro (tracce 11, 15, 17, 19)
- Haley Breland – corno (traccia 11)
- Tym Brown – coro (tracce 11, 15, 17, 19)
- Daniel Caesar – scrittura (traccia 16), ritornello (traccia 16), registrazione (traccia 16)
- Rastine Calhoun – corno (tracce 11, 15, 19)
- Christopher Calles – corno (traccia 11)
- Clayton Cameron – tamburo (traccia 11)
- Roman Campolo – scrittura (traccia 5)
- Hector Castillo – missaggio (traccia 10)
- Cherene Cexil – coro (tracce 11, 15, 17, 19)
- Siobhan Chapman – tamburo (traccia 11)
- Matthew Chin – corno (traccia 11)
- Bobby Chung – scrittura (traccia 8)
- Justin Cole – tamburo (traccia 11)
- Kayla Collins – coro (tracce 11, 15, 17, 19)
- Meloney Collins – assistenza alla direzione del coro (tracce 11, 15, 17, 19)
- Gusten Dahlqvist – scrittura (traccia 18)
- Danke – scrittura (traccia 8)
- Jason de Leon – tamburo (traccia 11)
- DJ Friz – scratch (traccia 17)
- DJ Riggins – missaggio (tracce 7, 9, 11)
- El Capitxn – scrittura (tracce 6, 17), editing digitale (tracce 3, 5, 8-9, 13, 15), sintetizzatore (traccia 6)
- Elohim – scrittura (traccia 18)
- Matthew Espinoza – corno (traccia 11)
- Fallin' Dild – scrittura (traccia 8)
- Ken Fisher – direzione associata (traccia 11)
- Melanie Joy Fontana – scrittura (tracce 2, 11, 20), ritornello (tracce 2, 11)
- James Ford – corno (tracce 11, 15, 19)
- Jessie Lauryn Foutz – scrittura (traccia 13), ritornello (traccia 13)
- Frants – basso (tracce 6, 14, 16, 19), registrazione (tracce 6, 14, 16, 19), editing digitale (tracce 8, 15), gang vocal (traccia 12), chitarra (traccia 14)
- Kia Dawn Fulton – coro (tracce 11, 15, 17, 19)
- Ghstloop – scrittura (traccia 6), tastiera (traccia 6), sintetizzatore (traccia 6), editing digitale (tracce 6, 10, 13-14), gang vocal (traccia 12)
- Benjy Gibson – scrittura (traccia 3)
- Fred Gibson – produzione (traccia 3), scrittura (traccia 3), batteria (traccia 3), tastiera (traccia 3), sintetizzatore (traccia 3), programmazione (traccia 3)
- Jayrah Gibson – scrittura (traccia 9)
- Max Lynedoch Graham – scrittura (tracce 4, 14), chitarra (tracce 4, 14), tastiera (traccia 4), percussioni (tracce 4, 14), vocoder (traccia 4), programmazione (tracce 4, 14), gang vocal (traccia 14)
- Diana Greenwood – tamburo (traccia 11)
- Summer Greer – coro (tracce 11, 15, 17, 19)
- Halsey – voce ospite (traccia 2), scrittura (traccia 2), ritornello (traccia 2)
- Enniss Harris – corno (traccia 11)
- Spencer Hart – corno (traccia 11)
- Jo Hill – scrittura (traccia 3)
- Hiss noise – produzione (traccia 1), scrittura (tracce 1, 12, 17, 19), tastiera (tracce 1, 4, 12, 17, 19), sintetizzatore (tracce 1, 17, 19), chitarra (traccia 1), registrazione (tracce 1, 3-4), editing digitale (tracce 1, 3-5, 7-10, 13-14, 17-19), gang vocal (tracce 5, 12)
- Icecream Drum – scrittura (traccia 12), programmazione batteria (traccia 12)
- Carlos Imperatori – missaggio (traccia 10)
- Bram Inscore – scrittura (traccia 10), strumenti (traccia 10)
- Stella Jang – scrittura (traccia 16)
- Jaycen Joshua – missaggio (tracce 2, 5, 7, 9, 11)
- Jung Woo-young – editing digitale (traccia 4), registrazione (tracce 6, 13, 15-17)
- Alexander Magnus Karlsson – scrittura (traccia 18), ritornello (traccia 18)
- Clyde Kelly – scrittura (traccia 7)
- Wendell Kelly – corno (tracce 15, 19)
- Brenden Kersey-Wilson – corno (traccia 11)
- Kim Ji-yeon – registrazione (tracce 1, 4)
- Moiro Konchellah – coro (tracce 11, 15, 17, 19)
- Sam Kredich – corno (traccia 11)
- Ryan Lawrie – scrittura (traccia 14), ritornello (traccia 14), gang vocal (traccia 14)
- Lee Su-ran – scrittura (traccia 8)
- Lee Tae-wook – chitarra (tracce 1-2, 4, 16)
- Leland – scrittura (traccia 10)
- Adien Lewis – scrittura (traccia 14), gang vocal (traccia 14)
- Ken Lewis – missaggio (tracce 1, 6, 12)
- Ludwig Lindell – scrittura (traccia 16), ritornello (traccia 16)
- Lutra – scrittura (traccia 8)
- Evan Mackey – corno (traccia 11)
- Jesus Martinez – corno (traccia 11)
- Chadaé McAlister – coro (tracce 11, 15, 17, 19)
- Marcus McCoan – produzione (traccia 4), scrittura (traccia 4), tastiera (traccia 4), percussioni (traccia 4), ritornello (traccia 4), programmazione (traccia 4)
- Collin McCrary – corno (traccia 11)
- John McEwan – gang vocal (traccia 14)
- Kevin McKeown – direzione (traccia 11)
- Ellis Miah – scrittura (traccia 14), gang vocal (traccia 14)
- Claudius Mittendorfer – missaggio (traccia 16)
- Vince Nantes – scrittura (traccia 7)
- Kit Naughton – gang vocal (traccia 14)
- Erm Navarro – corno (tracce 15, 19)
- Neon Body – scrittura (traccia 8)
- Nobody – basso (traccia 15)
- Cazzi Opeia – scrittura (traccia 18), ritornello (traccia 18), gang vocal (traccia 18)
- Marie Ortinau – gang vocal (traccia 14)
- Katie Osborn – corno (traccia 11)
- Jon Pappenbrook – corno (tracce 15, 19)
- Park Eun-jung – registrazione (traccia 16)
- Park Jin-se – registrazione (traccia 2)
- Pdogg – produzione (traccia 2), scrittura (tracce 1-2, 5-7, 9, 11, 13-15, 20), tastiera (tracce 2, 5, 7, 9, 11, 13, 15, 17), sintetizzatore (tracce 2, 5-7, 9, 11, 13-15), arrangiamento voci (tracce 2-11, 13-15, 17-18), arrangiamento rap (tracce 2-4, 6-7, 10-11, 17-18), registrazione (tracce 2-11, 13-15, 17-18), editing digitale (tracce 2, 11, 15), gang vocal (tracce 5, 12, 16), produzione aggiuntiva (tracce 6, 10, 14)
- Marcus Perez – corno (traccia 11)
- Phil X – chitarra (traccia 5), registrazione (traccia 5)
- Samuel Pounds – coro (tracce 11, 15, 17, 19)
- Printz Board – scrittura (traccia 9)
- Nathaniel Rathbun – programmazione (traccia 18), tastiera (traccia 18)
- Erik Reichers – registrazione (tracce 11, 15, 17, 19)
- James F. Reynolds – missaggio (tracce 3, 14, 16, 18), scrittura (traccia 14), gang vocal (traccia 14)
- Jacob Richards – missaggio (tracce 7, 9, 11)
- August Rigo – scrittura (tracce 7, 11, 20)
- Owen Roberts – scrittura (traccia 4), tastiera (traccia 4), percussioni (traccia 4), programmazione (traccia 4)
- Julia Ross – scrittura (traccia 11)
- Ken Sarah – tamburo (traccia 11)
- Michel "Lindgren" Schultz – scrittura (tracce 2, 11, 20), registrazione (traccia 2)
- Max Seaberg – missaggio (tracce 7, 9, 11)
- Ed Sheeran – scrittura (traccia 4)
- Sia – voce ospite (traccia 20)
- Walter Simonsen – tamburo (traccia 11)
- Troye Sivan – scrittura (traccia 10)
- Martin Sjølie – scrittura (traccia 15), ritornello (traccia 15)
- Sleep Deez – scrittura (traccia 9), tastiera (traccia 9), sintetizzatore (traccia 9)
- Slow Rabbit – gang vocal (traccia 12), scrittura (traccia 16), tastiera (traccia 16), sintetizzatore (traccia 16), arrangiamento voce (traccia 16), registrazione (traccia 16), editing digitale (traccia 16)
- Candace Nicole Sosa – scrittura (tracce 16, 18), ritornelli (tracce 16, 18)
- Hilda Stenmalm – scrittura (traccia 8)
- Camilla Anne Stewart – scrittura (traccia 4)
- Michael Stranieri – corno (traccia 11)
- Supreme Boi – scrittura (tracce 5, 12, 15, 19), gang vocal (tracce 5, 12), arrangiamento rap (tracce 5, 12), registrazione (tracce 5, 12), editing digitale (tracce 5, 12), tastiera (traccia 12), sintetizzatore (traccia 12), programmazione batteria (traccia 12), arrangiamento voci (traccia 12)
- Phil Tan – missaggio (traccia 8)
- Will Tanner – scrittura (traccia 18), gang vocal (traccia 18)
- Matt Thomson – scrittura (tracce 4, 14), chitarra (tracce 4, 14), tastiera (traccia 4), percussioni (tracce 4, 14), vocoder (traccia 4), programmazione (tracce 4, 14)
- Nat Valente – gang vocal (traccia 14)
- Alexei Viktorovitch – scrittura (traccia 18), ritornello (traccia 18)
- Joshua Von Bergmann – tamburo (traccia 11)
- Emily Weisband – scrittura (traccia 2)
- Tom Wiklund – scrittura (traccia 8), strumenti e programmazione (traccia 8), ritornello (traccia 8)
- Alex Williams – registrazione (tracce 2, 11)
- Amber Wright – coro (tracce 11, 15, 17, 19)
- Ed Wynn – corno (tracce 15, 19)
- Allie X – scrittura (traccia 10)
- Yang Ga – missaggio (tracce 4, 13, 17, 19)
- Young – chitarra (tracce 6, 9, 11, 13, 15-17)
- Jordan "DJ Swivel" Young – scrittura (tracce 16, 18), ritornelli (tracce 16, 18), registrazione (traccia 16)
- Zakiya Young – coro (tracce 11, 15, 17, 19)
- Krysta Youngs – scrittura (tracce 11, 20)
- Etta Zelmani – scrittura (traccia 17), ritornello (traccia 18)
- Bill Zimmerman – missaggio (traccia 8)

## Successo commerciale
I pre-ordini dell'album sono stati avviati il 9 gennaio 2020. Secondo il distributore Dreamus, hanno raggiunto i 3,42 milioni di copie fisiche nella prima settimana e hanno superato i 4 milioni agli inizi di febbraio. In Corea del Sud, 7 ha venduto 2.667.293 copie in due giorni e 4.114.843 in nove giorni, infrangendo tre primati – album più venduto in un mese, in un anno e nella storia della musica sudcoreana – tutti precedentemente detenuti dal suo precessore Map of the Soul: Persona. È stato inoltre il primo disco a superare i 4 milioni di copie vendute nel Paese, e ha ricevuto la quadrupla certificazione Million il 9 aprile 2020. Ha occupato la prima posizione della classifica 2020 con 4.376.975 copie, segnando la quinta apparizione consecutiva del gruppo in vetta alla graduatoria annuale.
Negli Stati Uniti ha fatto il suo ingresso in vetta alla Billboard 200, diventando il quarto album numero uno del gruppo. Ha venduto 422.000 unità in una settimana, di cui 347.000 copie pure fisiche e digitali, 48.000 "stream-equivalent albums" risultanti da 74.790.000 riproduzioni in streaming delle varie tracce, e 26.000 "track-equivalent albums" equivalenti a circa 260.000 vendite digitali dei singoli brani. Sette tracce del disco sono inoltre entrate nella top 10 della classifica Digital Song Sales, con On in prima posizione; quest'ultima ha debuttato quarta nella classifica generale dei singoli, la Billboard Hot 100, mentre My Time e Filter si sono posizionate 84ª e 87ª. Con 842.000 unità distribuite durante la prima metà del 2020 è risultato il 9º disco più venduto in territorio statunitense, e il secondo su base annuale; è stato invece l'album fisico più acquistato dell'anno negli Stati Uniti con 646.000 copie. Il 23 febbraio 2021 è diventato il primo disco del gruppo a restare nella Billboard 200 per un intero anno consecutivo.
Map of the Soul: 7 è entrato in vetta alla Official Albums Chart britannica vendendo 37.978 unità nella sua prima settimana di disponibilità, così come in Francia con 23.502 unità di vendita totalizzate, di cui 21.376 copie pure fisiche e digitali, e in Giappone con 370.000 dischi venduti. Entrando anche in testa alla classifica tedesca, i BTS sono diventati i primi artisti asiatici con un disco alla prima posizione nei cinque principali mercati musicali al mondo: Stati Uniti, Regno Unito, Giappone, Germania e Francia. Ha debuttato al primo posto anche nella Billboard Canadian Albums con 23.000 unità di vendite totalizzate.
L'album è stato il disco di maggior successo a livello globale nel 2020 secondo la International Federation of the Phonographic Industry, sia considerando solo le vendite pure (4,8 milioni di copie fisiche e digitali), sia includendo le riproduzioni in streaming.
È stato il primo disco di un artista sudcoreano ad essere certificato platino in Francia.

## Classifiche

### Classifiche settimanali
| Classifica (2020-23) | Posizione massima |
| -------------------- | ----------------- |
| Argentina            | 5                 |
| Australia            | 1                 |
| Austria              | 1                 |
| Belgio (Fiandre)     | 1                 |
| Belgio (Vallonia)    | 2                 |
| Canada               | 1                 |
| Corea del Sud        | 1                 |
| Croazia              | 10                |
| Danimarca            | 4                 |
| Estonia              | 1                 |
| Finlandia            | 2                 |
| Francia              | 1                 |
| Germania             | 1                 |
| Giappone             | 1                 |
| Grecia               | 61                |
| Irlanda              | 1                 |
| Islanda              | 12                |
| Italia               | 3                 |
| Lettonia             | 36                |
| Lituania             | 1                 |
| Messico              | 3                 |
| Norvegia             | 2                 |
| Nuova Zelanda        | 1                 |
| Paesi Bassi          | 1                 |
| Polonia              | 1                 |
| Portogallo           | 1                 |
| Regno Unito          | 1                 |
| Repubblica Ceca      | 12                |
| Slovacchia           | 22                |
| Spagna               | 1                 |
| Stati Uniti          | 1                 |
| Svezia               | 3                 |
| Svizzera             | 1                 |
| Ungheria             | 1                 |

### Classifiche di fine anno
| Classifica (2020) | Posizione |
| ----------------- | --------- |
| Australia         | 14        |
| Austria           | 32        |
| Belgio (Fiandre)  | 24        |
| Belgio (Vallonia) | 33        |
| Corea del Sud     | 1         |
| Danimarca         | 87        |
| Francia           | 42        |
| Germania          | 12        |
| Giappone          | 6         |
| Italia            | 68        |
| Nuova Zelanda     | 20        |
| Paesi Bassi       | 45        |
| Polonia           | 17        |
| Portogallo        | 1         |
| Regno Unito       | 48        |
| Spagna            | 33        |
| Stati Uniti       | 20        |
| Svizzera          | 7         |
| Ungheria          | 6         |
| Classifica (2021) | Posizione |
| Belgio (Fiandre)  | 175       |
| Corea del Sud     | 41        |
| Francia           | 132       |
| Portogallo        | 41        |
| Stati Uniti       | 113       |
| Ungheria          | 49        |
| Classifica (2022) | Posizione |
| Corea del Sud     | 47        |

## Riconoscimenti
- Genie Music Award[150]
  - 2020 – Album dell'anno
- Gaffa-Prisen[151]
  - 2020 – Miglior album internazionale
- Circle Chart Music Award[152]
  - 2021 – Album dell'anno - primo trimestre
  - 2021 – Retail Album of the Year
- Golden Disc Award[153]
  - 2021 – Bonsang - sezione album
  - 2021 – Daesang - sezione album
- E! People's Choice Awards[154]
  - 2020 – Album dell'anno
- Japan Gold Disc Award[155]
  - 2021 – Tre miglior album (Asia)
- Korean Music Award[156]
  - 2021 – Candidatura Album dell'anno
  - 2021 – Candidatura Miglior album pop
- Melon Music Award[157]
  - 2020 – Album dell'anno
- Mnet Asian Music Award[158]
  - 2020 – Album dell'anno
- Seoul Music Award[159]
  - 2021 – Bonsang
  - 2021 – Miglior album

### Guinness dei primati
| Anno | Primato                            | Fonti  |
| ---- | ---------------------------------- | ------ |
| 2020 | Album più venduto in Corea del Sud | [ 24 ] |

## Date di pubblicazione
| Paese         | Data             | Formato                      | Etichetta                   | Note    |
| ------------- | ---------------- | ---------------------------- | --------------------------- | ------- |
| Mondo         | 21 febbraio 2020 | Download digitale, streaming | Big Hit, iriver Inc         | [ 160 ] |
| Corea del Sud | 21 febbraio 2020 | CD                           | Big Hit, iriver Inc         | [ 161 ] |
| Giappone      | 21 febbraio 2020 | CD                           | Big Hit, iriver Inc, Virgin | [ 162 ] |
| Nord America  | 21 febbraio 2020 | CD                           | Big Hit, Columbia Records   | [ 163 ] |
| Europa        | 21 febbraio 2020 | CD                           | Big Hit, Columbia Records   | [ 163 ] |
| Austria       | 24 febbraio 2020 | CD                           | Big Hit, Sony Music Germany | [ 164 ] |
| Germania      | 24 febbraio 2020 | CD                           | Big Hit, Sony Music Germany | [ 165 ] |
| Svizzera      | 24 febbraio 2020 | CD                           | Big Hit, Sony Music Germany | [ 166 ] |